# Новый Донбасс (Добропольский район)
Новый Донбасс (укр. Новий Донбас) — посёлок в Добропольском районе Донецкой области Украины.
Население по переписи 2001 года составляло 549 человек. Почтовый индекс — 85040. Телефонный код — 6277.

## Местный совет
85040, Донецька обл., Доборопільський р-н, с. Світле, вул. Побєди, 28  (укр.)

## Известные жители и уроженцы
- Гуртовая, Наталья Антоновна (1909—1973) — Герой Социалистического Труда.
- Нагиленко, Екатерина Семёновна (род. 1938) — Герой Социалистического Труда.